# Grand Prix Francji 1988
Grand Prix Francji 1988 (oryg. Rhone-Poulenc Grand Prix de France) – siódma runda Mistrzostw Świata Formuły 1 w sezonie 1988, która odbyła się 3 lipca 1988, po raz 12. na torze Circuit Paul Ricard.
74. Grand Prix Francji, 38. zaliczane do Mistrzostw Świata Formuły 1.

## Klasyfikacja
| Legenda oznaczeń w tabelach wyników Wyświetl szablon na nowej stronie | Legenda oznaczeń w tabelach wyników Wyświetl szablon na nowej stronie                                                                     |
| Oznaczenie                                                            | Wyjaśnienie |
| --------------------------------------------------------------------- | --- |
| Złoty                                                                 | Zwycięzca lub mistrzostwo |
| Srebrny                                                               | 2. miejsce lub wicemistrzostwo |
| Brązowy                                                               | 3. miejsce lub II wicemistrzostwo |
| Zielony                                                               | Ukończył, punktował (w klasyfikacji generalnej, gdy zdobył co najmniej jeden punkt na przestrzeni sezonu, poza trzema powyższymi opcjami) |
| Niebieski                                                             | Ukończył, nie punktował (w klasyfikacji generalnej, gdy nie zdobył co najmniej jednego punktu na przestrzeni sezonu)                      |
| Czerwony                                                              | Nie zakwalifikował się (NZ) |
| Czerwony                                                              | Nie prekwalifikował się (NPK) |
| Różowy                                                                | Nie ukończył (NU) |
| Różowy                                                                | Niesklasyfikowany (NS) (w klasyfikacji generalnej, gdy nie został sklasyfikowany w żadnym wyścigu sezonu)                                 |
| Czarny                                                                | Zdyskwalifikowany (DK) |
| Czarny                                                                | Wykluczony (WYK/EX) |
| Biały                                                                 | Nie wystartował (NW) |
| Biały                                                                 | Kontuzjowany (K/INJ) |
| Biały                                                                 | Wyścig odwołany (OD/C) |
| Bez koloru                                                            | Został wycofany (WYC/WD) |
| Bez koloru                                                            | Nie przybył (NP/DNA) |
| Bez koloru                                                            | Nie brał udziału w treningach (NT/DNP) |
| Bez koloru                                                            | Nie został zgłoszony (–) |
| Pogrubienie                                                           | Start z pole position |
| Kursywa                                                               | Najszybsze okrążenie wyścigu |
| †                                                                     | Nie ukończył, ale jego rezultat został zaliczony ze względu na przejechanie więcej niż 90% dystansu wyścigu.                              |
| *                                                                     | Sezon w trakcie |
| 1/2/3                                                                 | Punktowana pozycja w sprincie kwalifikacyjnym                                                                                             |
| Lista systemów punktacji Formuły 1                                    | |

Źródło: F1Ultra
| Poz. | Nr. | Kierowca           | Konstruktor     | Okrążenia | Czas/powód NU      | Poz. start. | Punkty |
| ---- | --- | ------------------ | --------------- | --------- | ------------------ | ----------- | ------ |
| 1    | 11  | Alain Prost        | McLaren-Honda   | 80        | 1:37:37.328        | 1           | 9      |
| 2    | 12  | Ayrton Senna       | McLaren-Honda   | 80        | + 31.752           | 2           | 6      |
| 3    | 27  | Michele Alboreto   | Ferrari         | 80        | + 1:06.505         | 4           | 4      |
| 4    | 28  | Gerhard Berger     | Ferrari         | 79        | + 1 okrążenie      | 3           | 3      |
| 5    | 1   | Nelson Piquet      | Lotus-Honda     | 79        | + 1 okrążenie      | 7           | 2      |
| 6    | 19  | Alessandro Nannini | Benetton-Ford   | 79        | + 1 okrążenie      | 6           | 1      |
| 7    | 2   | Satoru Nakajima    | Lotus-Honda     | 79        | + 1 okrążenie      | 8           |        |
| 8    | 15  | Maurício Gugelmin  | March-Judd      | 79        | + 1 okrążenie      | 16          |        |
| 9    | 16  | Ivan Capelli       | March-Judd      | 79        | + 1 okrążenie      | 10          |        |
| 10   | 22  | Andrea de Cesaris  | Rial-Ford       | 78        | + 2 Okrążeń        | 12          |        |
| 11   | 18  | Eddie Cheever      | Arrows-Megatron | 78        | + 2 Okrążeń        | 13          |        |
| 12   | 36  | Alex Caffi         | Dallara-Ford    | 78        | + 2 Okrążeń        | 14          |        |
| 13   | 29  | Yannick Dalmas     | Larrousse-Ford  | 78        | + 2 Okrążeń        | 19          |        |
| 14   | 33  | Stefano Modena     | Euro Brun-Ford  | 77        | + 3 Okrążeń        | 20          |        |
| 15   | 23  | Pierluigi Martini  | Minardi-Ford    | 77        | + 3 Okrążeń        | 22          |        |
| NS   | 24  | Luis Perez-Sala    | Minardi-Ford    | 70        | Nie sklasyfikowany | 25          |        |
| NU   | 32  | Oscar Larrauri     | Euro Brun-Ford  | 64        | Sprzęgło           | 26          |        |
| NU   | 21  | Nicola Larini      | Osella          | 56        | Wał prz. napędu    | 24          |        |
| NU   | 10  | Bernd Schneider    | Zakspeed        | 55        | Skrz. biegów       | 21          |        |
| NU   | 5   | Nigel Mansell      | Williams-Judd   | 48        | Zawieszenie        | 9           |        |
| NU   | 30  | Philippe Alliot    | Larrousse-Ford  | 46        | Elektryka          | 18          |        |
| NU   | 3   | Jonathan Palmer    | Tyrrell-Ford    | 40        | Silnik             | 23          |        |
| NU   | 6   | Riccardo Patrese   | Williams-Judd   | 35        | Hamulce            | 15          |        |
| NU   | 20  | Thierry Boutsen    | Benetton-Ford   | 28        | Silnik             | 5           |        |
| NU   | 14  | Philippe Streiff   | AGS-Ford        | 20        | Wyciek paliwa      | 17          |        |
| NU   | 17  | Derek Warwick      | Arrows-Megatron | 11        | Wypadł z toru      | 11          |        |
| NZ   | 25  | René Arnoux        | Ligier-Judd     |           |                    |             |        |
| NZ   | 4   | Julian Bailey      | Tyrrell-Ford    |           |                    |             |        |
| NZ   | 26  | Stefan Johansson   | Ligier-Judd     |           |                    |             |        |
| NPK  | 31  | Gabriele Tarquini  | Coloni-Ford     |           |                    |             |        |
| EX   | 9   | Piercarlo Ghinzani | Zakspeed        |           | Wykluczony         |             |        |